# Dictyna guanchae
Dictyna guanchae là một loài nhện trong họ Dictynidae.
Loài này thuộc chi Dictyna. Dictyna guanchae được Joachim Schmidt miêu tả năm 1968.